# Black and White (singel)
"Black and White" - singel industrial metalowej grupy Static-X. Jest to pierwszy singel pochodzący z drugiego albumu zespołu, Machine. W teledysku przedstawiono grupę wychodzącą spod stanu hipnozy, rozpoczynającą grać a następnie jej członkowie powoli zamieniają się w roboty, podobnie jak w serii filmów Terminator.

## Lista utworów
1. "Black and White"
2. "Anything but This"
3. "Sweat of the Bud" (live)